# 尼蒂什·庫瑪爾
尼蒂什·庫瑪爾（Nitish Kumar，1951年3月1日—）是印度政治家，聯合人民黨黨員。曾在印度聯邦政府擔任地面運輸部長、農業部長和鐵道部長。2015年，他擔任第22任比哈爾邦首席部長。